# 広島県道405号東上原中原線
広島県道405号東上原中原線（ひろしまけんどう405ごう ひがしうえはらなかはらせん）は、広島県世羅郡世羅町を通る一般県道である。

## 概要
世羅郡世羅町大字東上原から世羅郡世羅町大字宇津戸に至る。
尾道・御調方面と尾道自動車道 世羅IC・上下・庄原方面を短絡する路線。

### 路線データ
- 起点：世羅郡世羅町大字東上原（小草交差点、国道432号交点）
- 終点：世羅郡世羅町大字宇津戸（兼江橋交差点、国道184号交点）
- 総延長：約5.1 km

## 地理

### 通過する自治体
- 世羅郡世羅町

### 交差する道路
| 交差する道路                          | 交差する場所 | 交差する場所        |
| ------------------------------------- | ------------ | ------------------- |
| 国道432号 広島県道25号三原東城線 重複 | 大字東上原   | 小草交差点 / 起点   |
| 国道184号                             | 大字宇津戸   | 兼江橋交差点 / 終点 |

### 沿線
- 道の駅世羅（起点付近）
- E54 尾道自動車道 2 世羅IC（起点付近）
- 世羅町立せらひがし小学校
- 三川ダム - 福山・府中地区の水がめ。湖畔には大妻女子大学創設者の大妻コタカの胸像や生家がある。